# 83.ª Brigada Mixta (Ejército Popular de la República)
La 83.ª Brigada Mixta fue una unidad del Ejército Popular de la República creada durante la Guerra Civil Española a partir de la militarización de la columna de «Hierro». Llegó a operar en los frentes de Teruel, Levante y el Centro.

## Historial

### Frente de Teruel
La unidad fue creada en marzo de 1937, en el frente de Teruel, a partir de la militarización de la columna de «Hierro». La 83.ª BM fue integrada en la 41.ª División, junto a otras fuerzas recientemente militarizadas. Para la jefatura de la brigada fue designado el comandante de infantería Joaquín García-Morato Ruiz.
En el mes de julio la 83.ª BM fue enviada al sector de Albarracín como refuerzo frente a la contraofensiva franquista que siguió a la conquista republicana de la localidad. Tras su llegada a la zona vino a sustituir a la 42.ª División republicana, muy quebrantada tras las embestidas franquistas. A comienzos de agosto la brigada quedó encuadrada en la provisional división «A», posteriormente renumerada como 64.ª División del XIX Cuerpo de Ejército. Durante las siguientes jornadas hubo de resistir los contraataques enemigos, que comenzaron el 4 de agosto y se alargaron hasta el día 21, logrando mantener sus posiciones.
A finales de 1937 la unidad, que seguía agregada a la 64.ª División, participó en la batalla de Teruel. El 16 de diciembre participó en la toma de Campillo, quedando posteriormente como una unidad de apoyo. El día 30 los franquistas lanzaron una contraofensiva que pretendía levantar el cerco de Teruel, atacando por el sector de Campillo. La 81.ª Brigada retrocedió ante la presión enemiga, perdiendo Campilo y provocando una brecha en el frente que también arrastraría a la 83.ª BM en su retirada. Tras la conquista republicana de la capital turolense, la unidad quedó situada en el flanco izquierdo del frente, donde no tuvo una actividad destacada. 

### Combates en Levante
Al terminar las operaciones militares en Teruel la 83.ª BM volvió a quedar agregada a la 41.ª División. A mediados de abril de 1938, tras el corte en dos de la zona republicana, sería agregada a la División «Extremadura» y destinada al sector costero; atacada por las fuerzas de Rafael García Valiño, la 83.ª BM sufrió un fuerte desgaste y el 11 de mayo debió ser relevada por elementos de la 14.ª División. Al día siguiente la brigada se encontraba combatiendo en el sector de Albocácer-Cuevas de Vinromá.
En el sector de La Iglesuela del Cid la unidad sufrió un duro quebranto ante los ataques enemigos, debiendo ceder terreno; para el 29 de mayo tenía sus posiciones en la de Arés del Maestre-La Llama. Un día después, tras haber cedido terreno y ante el peligro de quedar cercada, la 83.ª BM se retiró junto a toda la división hacia Albocácer, y luego hacia Castellón de la Plana. El 10 de junio la 83.ª BM se encontraba cubriendo parte del flanco derecho de Castellón de la Plana, si bien el día 13 hubo de hacer frente a un ataque enemigo en las alturas de «Choquera»; la brigada lanzó varios contraataques en la sierra de Borriol, si bien el duro castigo al que la sometió la 4.ª División de Navarra la obligaría finalmente a retirarse hacia la capital castellonense. Tras la caída de esta, la unidad fue retirada a retaguardia para ser sometida una reorganización.

### Final de la guerra
Tras el final de los combates en Levante la unidad pasó a ser asignada a la 73.ª División, quedando como reserva general del Grupo de Ejércitos de la Región Central (GERC). El 8 de marzo de 1939, durante el llamado Golpe de Casado, la 83.ª BM acudió urgentemente a Madrid en apoyo de las fuerzas casadistas, donde colaboraría en el asalto a la Posición «Jaca». Posteriormente avanzó sobre el casco urbano de Madrid, en apoyo de las fuerzas del coronel Armando Álvarez Álvarez.

## Publicaciones
La 83.ª BM llegó a editar una publicación propia, Columna de Hierro, un periódico que se editaba en Vinaroz.

## Mandos
Comandantes
- comandante de infantería Joaquín García-Morato Ruiz;[n. 2]

Comisarios
- José Segarra Puig;[14] de la CNT;
- Ernesto Orgaz Grau,[15] de la CNT;

Jefes de Estado Mayor
- capitán de infantería Emilio Soler Serrano;
- capitán de milicias Francisco Cardona Rosell;